# Cesc Gay
Cesc Gay, właśc. Francesc Gay i Puig (ur. 1967 w Barcelonie) – hiszpański reżyser i scenarzysta filmowy. 

## Życiorys
Studiował reżyserię w Barcelonie i Nowym Jorku. Autor takich tytułów, jak m.in. Nico i Dani (2000), W mieście (2003), Fikcja (2006), Wieczni kowboje (2012) czy Sentimental (2020).
Jego największy sukces to dramat obyczajowy Truman (2015), który zdobył pięć nagród Goya: za najlepszy film roku, reżyserię, scenariusz, dla najlepszego aktora oraz aktora drugoplanowego.